# Otto IV. von Rietberg
Otto, Graf von Rietberg († 1406 in Petershagen) war als Otto IV. von 1403 bis zu seinem Tod  1406 Bischof von Minden. Er war der jüngste Sohn des Grafen Otto II. von Rietberg und dessen Frau Adelheid zur Lippe.
Nach dem Tod des Mindener Bischofs Wilhelm II. von Buchen wollte das Mindener Domkapitel den dortigen Dompropst Gerhard von Berg, Bruder des Paderborner Fürstbischofs und Graf von Ravensberg Wilhelm als Nachfolger. Papst Bonifaz IX. stimmte dem nicht zu, so dass eine einjährige Sedisvakanz folgte. Am 17. März 1403 wurde Otto IV. schließlich doch noch zum Bischof von Minden ernannt.
Otto IV. starb 1406 in Petershagen und wurde im Mindener Dom neben dem Matthäusaltar beigesetzt.
| Vorgänger              | Amt                          | Nachfolger              |
| ---------------------- | ---------------------------- | ----------------------- |
| Wilhelm II. von Buchen | Bischof von Minden 1403–1406 | Wilbrand von Hallermund |

| Personendaten    | Personendaten         |
| ---------------- | --------------------- |
| NAME             | Otto IV. von Rietberg |
| KURZBESCHREIBUNG | Bischof von Minden    |
| GEBURTSDATUM     | 14. Jahrhundert       |
| STERBEDATUM      | 1406                  |
| STERBEORT        | Petershagen           |